# (38705) 2000 QU80
2000 QU80 (asteroide 38705) é um asteroide da cintura principal. Possui uma excentricidade de 0.21057400 e uma inclinação de 0.98235º.
Este asteroide foi descoberto no dia 24 de agosto de 2000 por LINEAR em Socorro.